# 奥罗奇人
奧罗奇人（奧罗奇语: Орочи, 俄语: Орочи），其意思是从事养鹿业的人，是俄罗斯远东的满-通古斯语系族群。2021年人口有527人。传统上分布在俄罗斯哈巴罗夫斯克边疆区的鞑靼海峡沿岸。奥罗奇人与乌德盖人有关。
奧羅奇語本没有文字，现代开始使用西里尔字母拼写。宗教主要信仰佛教、東正教、萨滿教。
由於奧羅奇人和烏德蓋人語言風俗近似，關於这两个民族之間的關係以及和清朝文獻中族群的對應，學界有諸多分歧。俄國學者什連克認為烏德蓋人為奧羅奇或鄂倫春；阿爾先耶夫認為烏德蓋人與烏蘇里奧羅奇人是一類。日本學者則將兩者區分開來，如和田清認為清代文獻中的庫爾喀即奧羅奇；島田好指出恰喀拉是今天的烏德蓋人。日本學者的分類接近清代文獻中庫爾喀與恰喀拉兩個族群合而有別的情況。如清代史料記載：庫爾喀人“捕魚於諸島”、有“水野人”.“捕海豹人”之別稱；而恰喀拉人“遊處山林或江海之濱”，有“林中人”之稱。

## 外部連結
- The Orochis （页面存档备份，存于） in The Red Book of the Peoples of the Russian Empire
- Ethnologue link （页面存档备份，存于）
- «Мир в лицах»: фотограф полгода путешествовал по Сибири, где заснял представителей коренных народов России （页面存档备份，存于）